# C/2012 F3 (PANSTARRS)
C/2012 F3 (PANSTARRS) — одна з гіперболічних комет. Ця комета була відкрита 16 березня 2012 року; вона мала 21.0m на час відкриття.